# Almindelig hulsvøb
Almindelig hulsvøb (Chaerophyllum temulum), også kaldt giftig hulsvøb, er en én- eller toårig plante i skærmplante-familien. Det er en 50-80 centimeter høj urt med marvfyldte, rødplettede stængler, der har lange nedadrettede eller udstående hår og foroven er ru. Bladene er matgrønne, ofte med rødligt skær og 2-3 gange fjersnitdelte med ægformede, afrundede afsnit. De hvide blomster sidder i dobbeltskærme, der før udspringningen er nikkende. Storskærmen mangler svøbblade (eller har højst 2), mens småsvøbet består af 6-8, fint randhårede blade. Skærmstrålerne er ru. Frugten er mørkebrun og 4,5-7 millimeter lang med lyse ribber. Almindelig hulsvøb er udbredt i Europa, Nord- og Vestasien og Nordafrika (mod syd kun i bjergegne). Den findes indslæbt i Nordamerika. Planten kan være stærkt giftig.
I Danmark er almindelig hulsvøb almindelig i skov og krat, langs veje og ved bebyggelse. Den blomstrer i maj til juli.